# Palabras encadenadas
Pour plus de détails, voir Fiche technique et Distribution.
Palabras encadenadas est un film espagnol réalisé par Laura Mañá, sorti en 2003.

## Synopsis
Laura (Goya Toledo (es)) se retrouve bâillonnée dans un sous-sol sombre. On lui montre une vidéo d'un tueur en série. Il s'agit de Ramón (Darío Grandinetti), le mari de Laura depuis deux ans. On lui propose un jeu, celui des « mots enchaînés » (Palabras encadenadas) ...

## Fiche technique
- Titre : Palabras encadenadas
- Réalisation : Laura Mañá
- Scénario : Fernando de Felipe (es), Laura Mañá, d'après la pièce de Jordi Galceran
- Photographie :  Xavi Giménez
- Montage : Luis de la Madrid
- Musique : Francesc Gener (ca)
- Direction artistique : Lu Mascaró
- Décors :
- Costumes :  Ángela Casillas, María Gil
- Producteurs :  Julio Fernández, Daniel Martínez de Obregón
- Producteurs exécutifs :  Carlos Fernández, Xavier Marcé
- Société de production : Vía Digital, Instituto de la Cinematografía y de las Artes Audiovisuales (ICAA), Institut Català de Finances (ICF), Castelao Producciones, Grupo Focus
- Société de distribution : Filmax (Espagne), Istituto Luce (Italie), Dogwoof Pictures (Royaume-Uni)
- Pays d'origine :   Espagne
- Langue :  Espagnol
- Budget :
- Tournage : du 12 août 2002 au 20 septembre 2002 à Barcelone
- Format : Couleur — 35 mm — 1,85:1 — Son :
- Genre : Film dramatique, Film policier, Thriller
- Durée : 89 minutes (1 h 29)
- Dates de sortie :
  -  Belgique : 22 mars 2003 (Festival international du film fantastique de Bruxelles)
  -  Espagne : 30 avril 2003
  -  France : 15 mai 2003 (Festival de Cannes)
  -  Allemagne : 27 juillet 2003 (München Fantasy Filmfest) / 18 août 2003 (Hamburg Fantasy Filmfest)
  -  Argentine : 1er novembre 2003 (Muestra Cinematográfica de Preestrenos de España y Francia)

## Distribution
- Darío Grandinetti : Ramón
- Goya Toledo (es) : Laura
- Fernando Guillén : Commissaire Espinosa
- Eric Bonicatto : Inspector Sánchez

## Récompenses et distinctions
- 2003 : Prix de la meilleure bande sonore au Festival du cinéma espagnol de Malaga
- 2004 : Grand prix du film fantastique européen au festival Fantasporto[1]
- 2004 : Prix spécial du jury au festival Fantasporto
- 2004 : Prix d'interprétation masculine pour Darío Grandinetti au festival Fantasporto
- 2004 : Prix du meilleur scénario pour Fernando de Felipe (es), Laura Mañá et Jordi Galceran au festival Fantasporto